# Boris Cyrulnik
Boris Cyrulnik (Burdeos, 26 de julio de 1937 (87 años)) es un neurólogo, psiquiatra, psicoanalista y etólogo francés. 

## Biografía
Nació en el seno de una familia judía. Su padre fue ebanista que se alistó en la legión. Durante la Ocupación, sus padres le confiaron a una pensión para evitar ser detenido por los alemanes, pensión que lo terminó trasladando a la Asistencia Pública francesa. Posteriormente, fue adoptado por una institutriz bordelesa, Marguerite Ferge, que lo escondió en su casa, en Rue Adrien Baysselance. Pero, durante una redada policial, fue llevado por la policía con otros judíos a la sinagoga de Burdeos. Llegó a esconderse en los baños, evitando otras redadas, pues la policía conducía a los judíos a la estación de Saint Jean para ser deportados. Un día que se encontraba fuera de la sinagoga, una enfermera lo llevó oculto en una camioneta. Después comenzó a trabajar como mozo de granja con un nombre falso, Jean Laborde, poco antes de la Liberación de Francia. Sus padres, deportados, murieron durante la Segunda Guerra Mundial. Tras la contienda fue recogido por una tía en París. Estas experiencias lo motivaron para estudiar psiquiatría.
Estudió medicina en París y más tarde, conducido por el deseo de revaluar los acontecimientos de su propia vida, empezó a estudiar psicoanálisis y posteriormente neuropsiquiatría. Dedicó su carrera sobre todo al tratamiento de niños traumatizados.

## Trayectoria profesional
Es desde 1996 director de estudios de la Facultad de Ciencias Humanas de la Universidad de Sud-Toulon (Var) y responsable del equipo de investigaciones en etología clínica del Hospital de Toulon. Sus trabajos le han permitido desarrollar el concepto de la resiliencia, como un renacer del sufrimiento. Aportó también precisiones al término oxímoron, pero su contribución a la ciencia reside en su compromiso: Cyrulnik aborda la etología como una encrucijada de disciplinas. Es miembro del patronato de la Coordination française pour la Decennie de la cultura de paz y de no violencia.
Desde 1998, es también presidente del Centre National de Création et de diffusion culturelles de Châteauvallon y miembro directivo de la oficina en Francia, coordinadora del programa Decenio del ONU.

## Obra

### En castellano
- Morirse de vergüenza: El miedo a la mirada del otro, Ed. Random House Mondadori, ISBN 978-84-9992-137-2
- Los patitos feos, Ed. Gedisa, ISBN 978-84-9784-926-1
- El encantamiento del mundo, Ed. Gedisa, ISBN 978-84-9784-927-8
- El murmullo de los fantasmas, Ed. Gedisa, ISBN 978-84-9784-987-2
- Del gesto a la palabra, Ed. Gedisa, ISBN 978-84-9784-043-9
- El amor que nos cura, Ed. Gedisa, ISBN 978-84-9784-o85-9
- Bajo el signo del vínculo, Ed. Gedisa, ISBN 978-84-9784-042-2
- De cuerpo y alma, Ed. Gedisa, 2007 ISBN 978-84-9784-189-4
- Autobiografía de un espantapájaros, Ed. Gedisa, 2009 ISBN 978-84-9784-352-2.
- Me acuerdo, Ed. Gedisa, 2010 ISBN 978-84 9784-527-4
- Los alimentos afectivos, Ed. Nueva Visión, 1994 ISBN 950-602-308-5
- Sálvate, la vida te espera
- Psicoterapia de Dios, Ed. Gedisa, 2018 ISBN 978-84-17341-00-8

### En francés
- Mémoire de singe et paroles d'homme, Ed. Hachette, col. Pluriel, 1983
- La naissance du sens, Ed. Hachette, col. Questions de Sience, 1991 reed. 1995
- Les Nourritures affectives, Ed. Odile Jacob, 1993
- L'Ensorcellement du monde, Ed. Odile Jacob, 1997
- Les Vilains petits canards, Ed. Odile Jacob, 2001, ISBN 2-7381-0944-6
- Un merveilleux malheur, Ed. Odile Jacob, 2002, ISBN 2-7381-1125-4
- La résilience ou comment renaître de sa souffrance (Boris Cyrulnik, Claude Seron),Ediciones Fabert, colección « Penser le monde de l'enfant », 2004, ISBN 2-907164-80-5
- Le murmure des fantômes, Ed. Odile Jacob, 2005, ISBN 2-7381-1674-4